# Alain Deloin
Alain Deloin, född 20 februari 1970 i Frankrike, är en fransk porrskådespelare. Namnet anspelar på skådespelaren Alain Delon.